# Кручение связности
Кру́чение аффи́нной свя́зности — одна из геометрических характеристик связностей в дифференциальной геометрии. В отличие от понятия кривизны, имеющего смысл для связности в произвольном векторном расслоении или даже связности Эресманна в локально тривиальном расслоении, кручение может быть определено лишь для связностей в касательном расслоении (или, чуть более общо, в расслоениях, снабжённых отображением в касательное — скажем, контактном подрасслоении).
Если {\displaystyle \nabla \colon \Gamma (TX\otimes TX)\to \Gamma (TX)} — связность в касательном расслоении, её тензор кручения определяется как {\displaystyle \mathrm {Tors} ^{\nabla }(u,v)=\nabla _{u}v-\nabla _{v}u-[u,v]}.
Непосредственным вычислением проверяется, что данный оператор линеен относительно умножения на функции, и, следовательно, действительно определяет тензор вида {\displaystyle \Lambda ^{2}TX\to TX}. Иными словами, паре касательных векторов в данной точке кручение кососимметическим образом сопоставляет касательный вектор.

## Пример из классической механики и объяснение названия
Пусть X есть трёхмерное евклидово пространство, в котором задана некая система координат. Она определяет плоскую связность без кручения: в каждой точке мы можем указать единичный касательный вектор, направленный вдоль оси {\displaystyle Ox} (соотв. {\displaystyle Oy}, {\displaystyle Oz}), и эти векторные поля коммутируют (то есть задают систему координат).
Пусть теперь эта система координат меняется со временем (то есть задаёт, как говорят физики, систему отсчёта). Это позволяет распространить плоскую связность на пространство-время {\displaystyle X\times Ot}, таким образом, что векторное поле {\displaystyle \partial /\partial t} будет параллельно относительно связности. Ковариантные производные же {\displaystyle \nabla _{\partial /\partial t}v} будут указывать, как с течением времени поворачивается координатный вектор {\displaystyle v} в пространстве {\displaystyle X}. Кручение этой связности, вообще говоря, отлично от нуля. В ограничении на каждый момент времени, то есть на подмногообразие {\displaystyle t=\mathrm {const} }, связность, по построению, является стандартной плоской связностью на евклидовом пространстве, и кручения не имеет, однако результат подстановки {\displaystyle \iota _{\partial /\partial t}\mathrm {Tors} ^{\nabla }} есть, вообще говоря, нетривиальный тензор {\displaystyle TX\to TX}. Этот тензор называется крутящим моментом. Таким образом, кручение связности обобщает понятие крутящего момента на случай, когда от абсолютного пространства с его плоскими координатами остаётся лишь искривлённое пространство-время, а связности без кручения — понятия инерциальных систем отсчёта.

## Внутреннее кручение
Если на многообразии задана некая геометрическая структура (например, набор тензоров), можно задаться вопросом о том, когда существует связность без кручения, сохраняющая эту структуру. Основная теорема римановой геометрии утверждает, что для римановой метрики сохраняющая её связность без кручения существует и единственна. Для других структур это, вообще говоря, неверно.
Пример. Пусть {\displaystyle X} многообразие, и {\displaystyle F\subset TX} — подрасслоение. Если в {\displaystyle TX} существует связность {\displaystyle \nabla } с нулевым кручением такая, что {\displaystyle \nabla F=0} (то есть векторные поля из {\displaystyle F} при параллельном переносе остаются лежать в {\displaystyle F}), то {\displaystyle [F,F]\subseteq F} (и стало быть, по теореме Фробениуса, существует семейство подмногообразий {\displaystyle Y_{x}\subset X} таких, что {\displaystyle T_{x}(Y_{x})=F_{x}\subset T_{x}X} для всех {\displaystyle x\in X}).
Доказательство. Если {\displaystyle \nabla } сохраняет {\displaystyle F}, то для двух векторных полей {\displaystyle u,v\in \Gamma (F)} имеем {\displaystyle \nabla _{x}y\in \Gamma (F),\nabla _{y}x\in \Gamma (F)}. Если кручение {\displaystyle \nabla } зануляется, то {\displaystyle [u,v]=\nabla _{u}v-\nabla _{v}u\in \Gamma (F)}, откуда в силу произвола выбора {\displaystyle u,v} имеем {\displaystyle [F,F]\subset F}. □
Пример. Пусть {\displaystyle X} многообразие, и {\displaystyle \alpha \in \Omega ^{p}(X)} — дифференциальная {\displaystyle p}-форма на нём. Если в {\displaystyle TX} существует связность {\displaystyle \nabla } с нулевым кручением такая, что {\displaystyle \nabla \alpha =0}, то эта форма замкнута: {\displaystyle d\alpha =0}.
Доказательство. Подставляя выражение {\displaystyle \nabla _{v}(\alpha (u_{1},\dots ,u_{p}))=\sum _{i=1}^{p}\alpha (u_{1},\dots ,u_{i-1},\nabla _{v}u_{i},u_{i+1},\dots ,u_{p})} (расписанное в явном виде уравнение {\displaystyle \nabla \alpha =0}) в формулу для дифференциала де Рама, имеем {\displaystyle d\alpha =0}. □
Скажем, для невырожденных дифференциальных 2-форм существование связности без кручения, относительно которой они параллельны, равносильно симплектичности этой формы. Иными словами, в отличие от связности Леви-Чивиты, симплектические связности существуют не для всякой 2-формы, а лишь для симплектических форм, и если существуют, то не единственны. Аналогично, на почти комплексных многообразиях существование связности без кручения, сохраняющей тензор почти комплексной структуры, равносильно тому, что многообразие допускает комплексно-аналитические карты.
У этого имеется следующая алгебраическая подоплёка. Пусть {\displaystyle {\mathfrak {g}}} есть алгебра Ли, действующая в векторном пространстве {\displaystyle V}, то есть отображение {\displaystyle {\mathfrak {g}}\to V\otimes V^{*}}. Рассмотрим отображение {\displaystyle {\mathfrak {g}}\otimes V^{*}\to V\otimes V^{*}\otimes V^{*}\to V\otimes \Lambda ^{2}V^{*}}, кососимметризацию по последним переменным, и обозначим ядро и коядро этой стрелки за {\displaystyle K} и {\displaystyle C}. Теперь пусть {\displaystyle X} это многообразие, касательное расслоение которого снабжено действием группы Ли {\displaystyle G}, у которой алгебра {\displaystyle {\mathfrak {g}}}. Точная последовательность тогда превращается в точную последовательность векторных расслоений: {\displaystyle 0\to K\to {\mathfrak {g}}\otimes T^{*}\to T\otimes \Lambda ^{2}T^{*}\to C\to 0}. Если {\displaystyle \nabla ,\nabla '} — две связности, сохраняющие {\displaystyle G}-структуру, то их разность {\displaystyle \nabla -\nabla '} есть элемент в {\displaystyle \Omega ^{1}({\mathfrak {g}})={\mathfrak {g}}\otimes T^{*}}. Третий член этой последовательности содержит кручения всевозможных связностей; разности кручений {\displaystyle G}-связностей составляют его элементы, приходящие из предыдущего члена, и следовательно в точности те, что обнуляются отображением в коядро. Соответствующее сечение расслоения {\displaystyle C}, строящегося по {\displaystyle G}-структуре, таким образом, не зависит от выбора {\displaystyle G}-связности, и называется внутренним кручением {\displaystyle G}-структуры. Разнообразные сечения {\displaystyle K}, в свою очередь, соответствуют неоднозначности выбора {\displaystyle G}-связности с данным кручением.
Для {\displaystyle {\mathfrak {g}}={\mathfrak {so}}(n)} и её тавтологического представления {\displaystyle V=\mathbb {R} ^{n}}, например, отображение {\displaystyle {\mathfrak {so}}(n)\otimes V^{*}\to V\otimes \Lambda ^{2}V^{*}} есть изоморфизм, и тем самым {\displaystyle K=C=0}. Это и есть основная теорема римановой геометрии: ортогональная связность без кручения существует и единственна. Для {\displaystyle {\mathfrak {g}}={\mathfrak {sp}}(2n)} коядро изоморфно расслоению 3-форм {\displaystyle \Lambda ^{3}V^{*}}, а внутреннее кручение {\displaystyle \omega }-связности есть дифференциал {\displaystyle d\omega \in \Omega ^{3}(X)}. Для почти комплексной структуры внутреннее кручение есть её тензор Нейенхёйса {\displaystyle \Lambda ^{2}T^{1,0}\to T^{0,1}}, для распределения {\displaystyle F\subset TX} — его тензор Фробениуса {\displaystyle \Lambda ^{2}F\to TX/F}.
Параллельность почти симплектической формы (или оператора почти комплексной структуры) на почти эрмитовом многообразии относительно связности Леви-Чивиты означает его кэлеровость. В некэлеровой геометрии полезно рассматривать связности с ненулевым кручением. Так, на всяком комплексном эрмитовом многообразии существует единственная связность, относительно которой параллельны метрика, почти симплектическая форма и комплексная структура, у которой кручение (рассматриваемое при помощи метрики как 3-тензор) является кососимметрическим по всем трём аргументам. Такая связность называется связностью Бисмута.